# Leichtathletik-Länderkampf der Männer 1931 Deutschland – Großbritannien
| 3. Leichtathletik-Länderkampf mit deutscher Beteiligung 1931 | 3. Leichtathletik-Länderkampf mit deutscher Beteiligung 1931 |
| ------------------------------------------------------------ | ------------------------------------------------------------ |
|                                                              |                                                              |
| Ländervergleich der Männer: Großbritannien – Deutschland     |                                                              |
| Austragungsort                                               | Köln                                                         |
| Wettbewerbe                                                  | 12                                                           |
| Datum                                                        | 30. August 1931                                              |
| 1. Deutschland 2. Großbritannien                             | 7,5 Siege 4,5 Siege                                          |
| Chronik                                                      |                                                              |
| ← SUI-GER (M)                                                | FRA-GER (M) →                                                |

Der dritte Vergleich des Leichtathletik-Länderkampfjahres 1931 mit deutscher Beteiligung wurde mit den Sportlern aus Großbritannien ausgetragen, die zum zweiten Mal Gegner der deutschen Leichtathleten waren. Der insgesamt 23. Länderkampf fand am 30. August statt, Gastgeber war die deutsche Stadt Köln. Deutschland gewann mit 7,5 zu 4,5 Siegen.

## Wettbewerbe und Modus
Die Disziplinzusammenstellung und die Wertung waren ähnlich üngewöhnlich wie beim letzten Aufeinandertreffen der Teams zwei Jahre zuvor in London und entsprachen nicht den üblicherweise durchgeführten Wettbewerben. Es wurden sechs ungewöhnliche Staffeln ausgetragen, diesmal alle über in Metern gemessenen Distanzen, darunter war auch wieder eine Staffel im Hürdensprint. Außerdem war ein Mannschaftslauf über 5000 Meter zu absolvieren. Darüber hinaus traten in fünf technischen Disziplinen zwei Teilnehmer je Nation und Disziplin an.
Im Mannschaftslauf und in den technischen Disziplinen wurden zur Ermittlung des Siegerteams die Leistungen der Teilnehmer ganz einfach addiert, in den Staffeln ergab sich der jeweilige Gewinner im Zieleinlauf. Für den Länderkampf wurden dann die so ermittelten Siege gewertet.

## Bilanz
Seinen Sieg erarbeitete sich das deutsche Team in den technischen Disziplinen. Außer im Hochsprung, in dem alle vier Teilnehmer gleichauf Platz eins belegten, gab es bei den Springern, Stoßern und Werfern überall deutsche Doppelsiege. In den Staffeln ging die Länderkampfwertung unentschieden aus und im Mannschaftslauf waren die britischen Langstreckler klar vorn. In der Summe siegte Deutschland am Ende mit 7,5 zu 4,5 Siegen.

## Legende
Kurze Übersicht zur Bedeutung der Symbolik – so üblicherweise auch in sonstigen Veröffentlichungen verwendet:
| DNF   | nicht im Ziel (did not finish) |
| k. A. | keine Angabe                   |

## Resultate

### 4 × 100 m Staffel
| Platz | Besetzung       | Land                                                    | Zeit (s) |
| ----- | --------------- | ------------------------------------------------------- | -------- |
| 1     | Deutsches Reich | Helmut Körnig Kurt Mölle Erich Borchmeyer Arthur Jonath | 41,1     |
| 2     | Großbritannien  | Fred Reid George Saunders James Cohen Jack London       | 41,8     |

### 4 × 400 m Staffel
| Platz | Besetzung       | Land                                                             | Zeit (min) |
| ----- | --------------- | ---------------------------------------------------------------- | ---------- |
| 1     | Großbritannien  | Kenneth Brangwin Lord Davi Burghley John Hanlon Godfrey Rampling | 3:15,0     |
| 2     | Deutsches Reich | Hans Münzinger Heinz Bergmann Hans Nöller Adolf Metzner          | 3:15,2     |

### 4 × 800 m Staffel
| Platz | Besetzung       | Land                                                                    | Zeit (min) |
| ----- | --------------- | ----------------------------------------------------------------------- | ---------- |
| 1     | Deutsches Reich | Werner Zimmermann Karl Lefeber Karl Dahlmann Friedrich-Wilhelm Kaufmann | 7:45,8     |
| 2     | Großbritannien  | Tom Scrimshaw Townend Jack Powell Michael Gutteridge                    | 7:46,4     |

### 4 × 1500 m Staffel
| Platz | Besetzung       | Land                                                             | Zeit (min) |
| ----- | --------------- | ---------------------------------------------------------------- | ---------- |
| 1     | Großbritannien  | Harris Hedges Jerry Cornes Reg Thomas                            | 15:55,6    |
| 2     | Deutsches Reich | Otto Wichmann Fritz Schilgen Friedrich Schaumburg Helmuth Krause | 16:06,0    |

### Olympische Staffel (800 m – 200 m – 200 m – 400 m)
| Platz | Besetzung       | Land                                                   | Zeit (min) |
| ----- | --------------- | ------------------------------------------------------ | ---------- |
| 1     | Großbritannien  | Tommy Hampson Fred Reid Robin Murdoch Godfrey Rampling | 3:27,0     |
| 2     | Deutsches Reich | Max Danz Helmut Körnig Arthur Jonath Adolf Metzner     | 3:27,2     |

### 4 × 110 m Hürden Staffel
| Platz | Besetzung       | Land                                                                 | Zeit (min) |
| ----- | --------------- | -------------------------------------------------------------------- | ---------- |
| 1     | Deutsches Reich | Heinrich Troßbach Erwin Wegner Willi Welscher Ferdinand Beschetznick | 59,2       |
| 2     | Großbritannien  | Don Finlay Tubbs Roland Harper Lord Davi Burghley                    | 59,9       |

### 5000 m Mannschaftslauf
| Länderkampf- resultat | 1   | Großbritannien  | Großbritannien  | k. A.   |
| Länderkampf- resultat | 2   | Deutsches Reich | Deutsches Reich | k. A.   |
| Einzelwertung         | 1   | Tom Evenson     | GBR             | 14:54,8 |
| Einzelwertung         | 2   | Jack Winfield   | GBR             | 14:55,0 |
| Einzelwertung         | 3   | Alec Burns      | GBR             | 14:56,0 |
| Einzelwertung         | 4   | Max Syring      | GER             | 15:00,9 |
| Einzelwertung         | 5   | Stan Tomlin     | GBR             | k. A.   |
| Einzelwertung         | 6   | Otto Kohn       | GER             | k. A.   |
| Einzelwertung         | 7   | Rolf Holthuis   | GER             | k. A.   |
| Einzelwertung         | DNF | Otto Petri      | GER             |         |

### Hochsprung
| Länderkampf- resultat | 1 | Deutsches Reich  | Deutsches Reich | 3,74 |
| Länderkampf- resultat | 1 | Großbritannien   | Großbritannien  | 3,74 |
| Einzelwertung         | 1 | Fritz Köpke      | GER             | 1,87 |
| Einzelwertung         | 1 | Werner Bornhöfft | GER             | 1,87 |
| Einzelwertung         | 1 | Geoffrey Turner  | GBR             | 1,87 |
| Einzelwertung         | 1 | William Land     | GBR             | 1,87 |

### Stabhochsprung
| Länderkampf- resultat | 1 | Deutsches Reich | Deutsches Reich | 7,50 |
| Länderkampf- resultat | 2 | Großbritannien  | Großbritannien  | 7,00 |
| Einzelwertung         | 1 | Julius Müller   | GER             | 3,80 |
| Einzelwertung         | 2 | Kurt Ritter     | GER             | 3,70 |
| Einzelwertung         | 3 | Howard Ford     | GBR             | 3,50 |
| Einzelwertung         | 3 | Laurence Bond   | GBR             | 3,50 |

### Weitsprung
| Länderkampf- resultat | 1 | Deutsches Reich     | Deutsches Reich | 14,40 |
| Länderkampf- resultat | 2 | Großbritannien      | Großbritannien  | 13,19 |
| Einzelwertung         | 1 | Kurt Mölle          | GER             | 7,20  |
| Einzelwertung         | 2 | Erich Köchermann    | GER             | 7,20  |
| Einzelwertung         | 3 | James Cohen         | GBR             | 6,72  |
| Einzelwertung         | 4 | Stanley Edenborough | GBR             | 6,47  |

### Kugelstoßen
| Länderkampf- resultat | 1 | Deutsches Reich   | Deutsches Reich | 30,23 |
| Länderkampf- resultat | 2 | Großbritannien    | Großbritannien  | 26,91 |
| Einzelwertung         | 1 | Emil Hirschfeld   | GER             | 15,63 |
| Einzelwertung         | 2 | Wilhelm Schneider | GER             | 14,60 |
| Einzelwertung         | 3 | Robert Howland    | GBR             | 13,96 |
| Einzelwertung         | 4 | Kenneth Priedie   | GBR             | 12,95 |

### Diskuswurf
| Länderkampf- resultat | 1 | Deutsches Reich  | Deutsches Reich | 90,35 |
| Länderkampf- resultat | 2 | Großbritannien   | Großbritannien  | 72,93 |
| Einzelwertung         | 1 | Emil Hirschfeld  | GER             | 45,83 |
| Einzelwertung         | 2 | Hans Hoffmeister | GER             | 44,52 |
| Einzelwertung         | 3 | Kenneth Priedie  | GBR             | 40,35 |
| Einzelwertung         | 4 | Charles Best     | GBR             | 32,58 |